# Teuillac
Teuillac egy francia település Gironde megyében az Aquitania régióban. Lakosainak száma 882 fő (2022. január 1.).

## Adminisztráció
Polgármesterek:
- 2001–2020 Jean-Franck Blanc

## Demográfia
| Lakosok száma | 480  | 705  | 689  | 710  | 885  | 900  | 880  | 880  | 877  | 882  |
|               | 1968 | 1982 | 1990 | 2006 | 2013 | 2015 | 2017 | 2019 | 2020 | 2022 |

## Látnivalók
- Saint-Pierre templom